# ملؤه الهراء
ملؤه الهراء (بالإنجليزية: Bunk'd)‏ هو مسلسل كوميدي أمريكي صدر على قناة ديزني في 31 يوليو 2015. المسلسل من بطولة بيتن ليست، كاران برار، سكاي جاكسون وكيفن كوين.

## روابط خارجية
- ملؤه الهراء على موقع IMDb (الإنجليزية)
- ملؤه الهراء على موقع روتن توميتوز (الإنجليزية)
- ملؤه الهراء على موقع نتفليكس (الإنجليزية)
- ملؤه الهراء على موقع كينوبويسك (الروسية)
- ملؤه الهراء على موقع ألو سيني (الفرنسية)
- ملؤه الهراء على موقع قاعدة بيانات الفيلم (الإنجليزية)